# Bulun
Bulun (en rus: Булун) és un poble de la República de Sakhà, a Rússia. El 2010 tenia 1.293 habitants.